# シント・ユースタティウス島の旗

旗の縦横比は2:3

シント・ユースタティウス島の旗（シント・ユースタティウスとうのはた）はカリブ海にあるオランダ領の特別自治体（旧オランダ領アンティル）、シント・ユースタティウス島の公式な旗である。2004年11月16日に制定された。
青地に赤い線で5つに区切った中心に、白地に緑色で島のシルエットを配して天空に黄色い星が輝くデザインである。